# 御橋
御桥是中華人民共和國上海市浦東新區北蔡镇的一個地名。該地名來自明朝万历三年（1575年）建的石桥御界桥。御界桥最初名為逾界橋，後來改為御界桥，最後又簡稱為御橋。該橋據說是由当地乡绅沈钦主持建造。一說該橋與抵禦倭寇有關。一次当地乡民在小腰泾和咸塘交汇处消滅了倭寇，便建桥纪念。清朝同治年间，當地乡绅吴景清提议重修御橋。清朝光绪二十二年（1896年），當地人决定将此桥拓宽，該橋从原来的6块桥面石改为9块桥面石。該橋最終长16.3米，宽1.6米，一跨6米。御桥周邊有條小路被稱為御橋老街。御桥當地有沪南路以及地鐵站御橋站。